# Pestalozzis Berg
Pour plus de détails, voir Fiche technique et Distribution.
Pestalozzis Berg (littéralement « la montagne de Pestalozzi ») est un film suisse réalisé par Peter von Gunten (de), sorti en 1989.

## Synopsis
Dans les années 1770, Johann Heinrich Pestalozzi, un fermier suisse crée une école pour orphelins. Quelques années plus tard, les Français attaquent la Confédération des XIII cantons.

## Fiche technique
- Titre : Pestalozzis Berg
- Réalisation : Peter von Gunten (de)
- Scénario : Peter Schneider, Peter von Gunten (de) et Lukas Hartmann d'après son roman
- Musique : Heinz Reber
- Photographie : Jürgen Lenz
- Montage : Lotti Mehnert
- Production : Lutz Kleinselbeck et Alfred Nathan
- Société de production : Cinov Filmproduktion, DEFA-Studio für Spielfilme, Deutsche Film, Ellepi Films, Praesens-Film, Schweizer Fernsehen, Stella Film et ZDF
- Pays :  Suisse,  Allemagne de l'Est,  Italie et  Allemagne de l'Ouest
- Genre : Biopic, drame et guerre
- Durée : 119 minutes
- Dates de sortie : 
  -  Allemagne de l'Est : 17 mars 1989

## Distribution
- Gian Maria Volonté : Johann Heinrich Pestalozzi
- Rolf Hoppe : Zehender
- Heidi Züger : Mädi
- Christian Grashof : Zschokke
- Michael Gwisdek : Perrault
- Corinna Harfouch : Juliette Benoit
- Angelica Ippolito : Anna Pestalozzi
- Peter Wyssbrod : Hofstetter
- Isolde Barth : Rosalia
- Mathias Gnädinger : Büttel
- Roger Jendly : Kutscher
- Leandra Zimmermann : Kathrin
- Adrian Tanner : Adrian
- Vera von Gunten : Wilde
- Michael Tanner : Jakob
- Beat Minder : Jacques Pestalozzi
- Stefan Zopfi : Jacques Pestalozzi

## Distinctions
Le film a été présenté en sélection officielle en compétition lors de Berlinale 1989.